# 2 Remixes By AFX
Albums de AFX
Analogue Bubblebath 3.1 [EP]
(1997) Smojphace EP
(2003)
2 Remixes by AFX est un EP sorti le 18 septembre 2001 par l'artiste de musique électronique Richard D. James sous le pseudo d'AFX. Cet EP a été édité chez MEN Records, un label sous les charges de Rephlex Records, il est constitué de deux remix: le premier étant un morceau du groupe 808 State et le second de DJ Pierre. Deux ans plus tard, le label Warp sortira la compile 26 Mixes For Cash avec le morceau 808 State  Flow Coma (Remix By AFX) sous le titre de Remix By AFX…
Voir AFX - Aphex Twin

## Liste des morceaux
|     |                                                |  |  | Durée | / | VINYL |
| --- | ---------------------------------------------- |  |  | ----- | - | ----- |
| 1 - | 120 BPM ou 808 State Flow Coma (Remix By AFX)  |  |  | 4:59  | / | A1    |
| 2 - | 168 BPM ou DJ Pierre Box Energy (Remix By AFX) |  |  | 6:30  | / | B1    |
| 3 - | Bonus High Frequency Sounds                    |  |  | 1:58  | / | B2    |

## Fiche
- Genre : Electronica